# Maltese Falcon
Die Maltese Falcon ist eine 88 Meter lange Segelyacht, die von einem Team internationaler Spezialisten im Auftrag des US-amerikanischen Unternehmers und Milliardärs Tom Perkins (1932–2016) entwickelt und bei Perini Navi in Italien gebaut wurde. Der Stapellauf fand im Juni 2006 statt.

## Neuartige Takelage

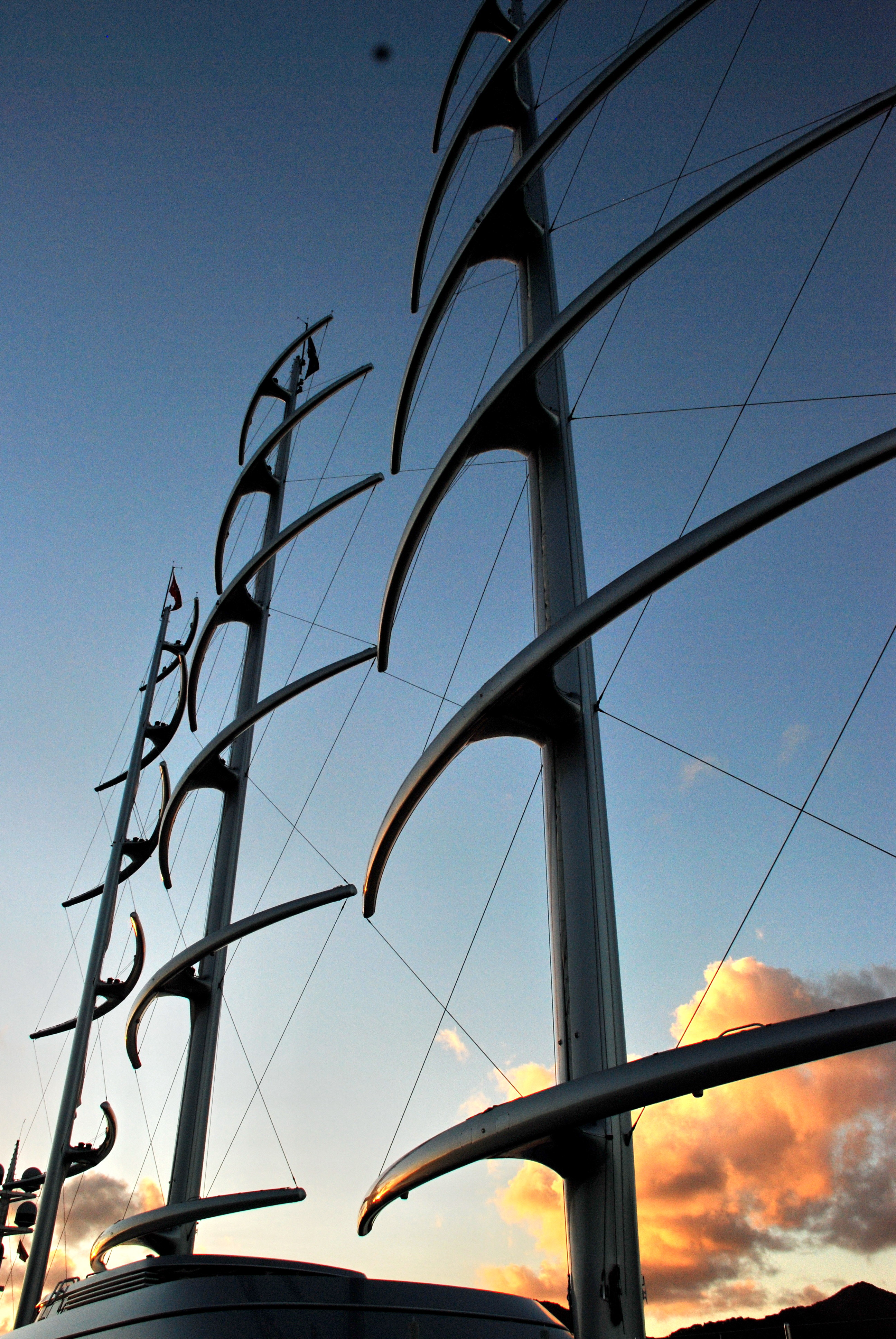
Dyna-Rigg

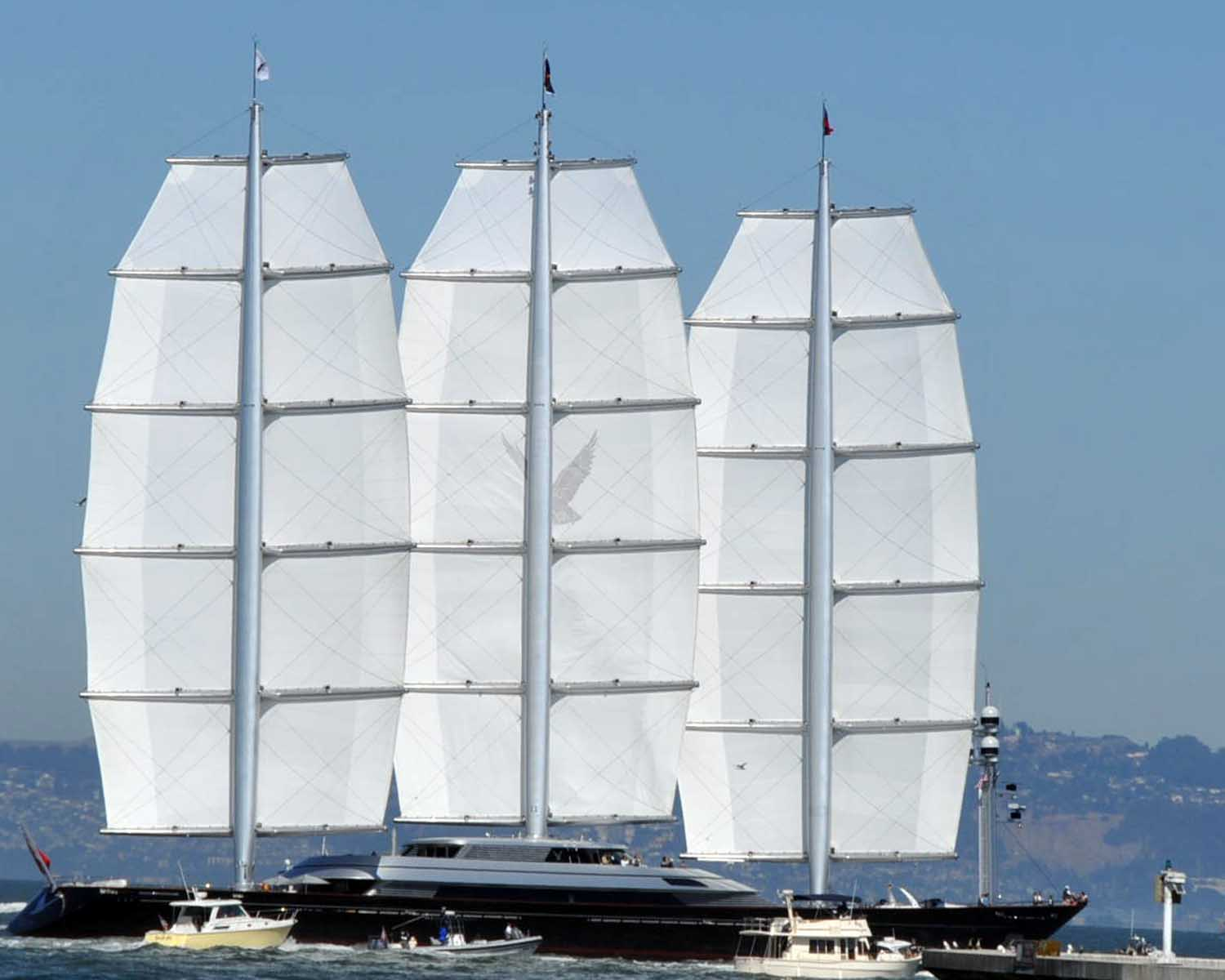
Unter Segeln

Erstmals wurde ein großes Segelschiff mit einem Dyna-Rigg ausgerüstet. Das Konzept zur Takelage hatte der deutsche Ingenieur Wilhelm Prölß in Hamburg bereits um 1960 entwickelt, um Großfrachtschiffe damit auszurüsten. Es wurde damals jedoch zunächst nicht praktisch umgesetzt.
Es handelt sich um ein Rigg mit fest an drehbaren Masten verankerten Segeln, die dem Wind jeweils eine geschlossene Fläche bieten. Das Rigg der Maltese Falcon besteht aus drei solcher frei drehbaren Masten aus kohlenstofffaserverstärktem Kunststoff von 58 Metern Höhe; sie tragen jeweils fünf durchgebogene Rahsegel (entsprechend einem Jubiläumsrigg). Damit entsteht ein elektronisch/elektrisch/hydraulisch variabel steuer- und reffbares Rigg, das nur ein Minimum an Personal bei gegebener Segelfläche benötigt.

## Geschichte
Tom Perkins, der ursprüngliche Auftraggeber der Yacht, bot sie bereits zwei Jahre nach ihrem Stapellauf zum Verkauf an, fand jedoch über ein Jahr lang keinen Käufer. Noch im April 2009 wurde der Wert der Yacht mit 115 Millionen € beziffert, doch erst nach erheblichen Preisabschlägen wurde die damals größte und teuerste private Segelyacht der Welt dann im Juli 2009 verkauft, und zwar angeblich für rund 60 Millionen Pfund (umgerechnet etwa 71 Millionen Euro). Käuferin war die griechisch-britische Hedgefondsmanagerin Elena Ambrosiadou. Das Schiff wird  verchartert und fährt in der Sommersaison im Mittelmeer und im Winter in der Karibik.
Der Name des Schiffes orientiert sich an dem Roman Der Malteser Falke von Dashiell Hammett, der später auch als Film bekannt wurde. Den Malteser Falken trägt das Schiff auch als Segelzeichen.